# Edvige Jagellona (1513-1573)
Edvige Jagellona, in polacco Jadwiga Jagiellonka, in tedesco Hedwig Jagiellonica (Poznań, 15 marzo 1513 – Neuruppin, 7 febbraio 1573), era figlia del re Sigismondo I Jagellone e della sua prima moglie Barbara Zápolya, e fu principessa elettrice di Brandeburgo dal 1535 alla morte.

## Biografia

### Anni giovanili
Edvige nacque il 15 marzo 1513 a Poznań, figlia primogenita del re Sigismondo I di Polonia e della sua prima moglie, la contessa ungherese Barbara Zapolya, sorella del futuro re Giovanni I d'Ungheria. La sua unica sorella, Anna, morì all'età di 5 anni. Suo padre si risposò ed ebbe sei figli con la seconda moglie. Anche se cresciuta con fratellastri e sorellastre, aveva tutori personali, e nella corte aveva ricevuto il soprannome di "reginula".
La sua mano venne chiesta dal re Gustavo I di Svezia, deciso a farne sua prima regina. Nel 1526, Johannes Magnus fu inviato in Polonia dal re di Svezia per negoziare il matrimonio: avendola incontrata in quest'occasione, il fratello Olao Magno nel 1528 la descrisse come "molto bella, saggia fanciulla [...] più fine di tutte le ricchezze che ho appena menzionato, e degna di un regno glorioso". Nonostante la decisione del pretendente di moderare le riforme religiose nel suo regno, il padre di Edvige declinò l'offerta di Gustavo dopo aver sentito del suo cattivo rapporto con la Chiesa cattolica romana, e la possibilità di diventare regina di Svezia sfumò (solo per ripresentarsi poi alla sua sorellastra Caterina, che sposò Giovanni III di Svezia nel 1562 e regnò dal 1569 alla morte).

### Matrimonio
Il 29 agosto o il 1º settembre 1535 Edvige sposò Gioacchino II di Hohenzollern, principe elettore di Brandeburgo. Il matrimonio si svolse a Cracovia. Poiché la dinastia Jagellonica era cattolica, Gioacchino II aveva promesso a Sigismondo che non avrebbe fatto cambiare religione a Edvige. Il contratto di matrimonio, firmato il 21 marzo 1535, prevedeva che a Edvige sarebbe stato permesso di portare un prete polacco con sé e avrebbe potuto esercitare liberamente il culto cattolico.
Dal suocero ricevette in dote la contea di Ruppin così come le città di Alt Ruppin e Neuruppin.
Il matrimonio non lasciò soddisfatta la suocera di Edvige, Elisabetta di Danimarca, devota protestante, a causa delle Messe cattoliche celebrate per Edvige nella sua cappella privata. L'Elettrice vedova era scontenta anche perché Edvige non sapeva parlare tedesco.

Dopo la rottura del femore e della schiena nel crollo di un pavimento di una casino di caccia, Edvige trascorse gli ultimi 22 anni della sua vita paralizzata. L'incidente segnò il crollo del suo matrimonio, già danneggiato da differenze di religione e lingua. Edvige di fatto venne sostituita dall'amante del marito, Anna Sydow, figlia di un impiegato statale, che Gioacchino trattava come sua moglie. La loro relazione era pubblicamente nota e generò una figlia che venne creata duchessa.

### Morte
Edvige morì a Neuruppin il 7 febbraio 1573, due anni dopo il marito.

## Discendenza
Dal matrimonio nacquero cinque figli:
- Elisabetta Maddalena (1537-1595), sposò Francesco Ottone di Brunswick-Lüneburg;
- Sigismondo (1538-1566), arcivescovo di Magdeburgo;
- Edvige (1540-1602), sposò Giulio di Brunswick-Lüneburg;
- Sofia (1541-1564), sposò Guglielmo di Rosenberg;
- Gioacchino (1543 – 23 marzo 1544).

## Altre notizie
È uno dei personaggi del celebre dipinto di Jan Matejko, Omaggio Prussiano.

## Ascendenza
|                        |                |                           | Genitori                      |  |  | Nonni |  |  | Bisnonni               |  |  | Trisnonni            |  |
|                        |                |                           |                               |  |  |       |  |  | Ladislao II di Polonia |  |  | Algirdas di Lituania |  |
|                        |                |                           |                               |  |  |       |  |  | Ladislao II di Polonia |  |  | Algirdas di Lituania |  |
|                        |                | Uliana di Tver'           |                               |  |  |       |  |  | Ladislao II di Polonia |  |  |                      |  |
| Casimiro IV di Polonia |                |                           |                               |  |  |       |  |  | Ladislao II di Polonia |  |  |                      |  |
|                        |                | Sofia Alšėniškė           | Andrea Alšėniškis             |  |  |       |  |  |                        |  |  |                      |  |
|                        |                | Sofia Alšėniškė           | Andrea Alšėniškis             |  |  |       |  |  |                        |  |  |                      |  |
|                        |                | Sofia Alšėniškė           | Aleksandra Druckaja           |  |  |       |  |  |                        |  |  |                      |  |
| Sigismondo I Jagellone |                | Sofia Alšėniškė           |                               |  |  |       |  |  |                        |  |  |                      |  |
|                        |                | Alberto II d'Asburgo      | Alberto IV d'Asburgo          |  |  |       |  |  |                        |  |  |                      |  |
|                        |                | Alberto II d'Asburgo      | Alberto IV d'Asburgo          |  |  |       |  |  |                        |  |  |                      |  |
|                        |                | Alberto II d'Asburgo      | Giovanna di Baviera-Straubing |  |  |       |  |  |                        |  |  |                      |  |
| Elisabetta d'Asburgo   |                | Alberto II d'Asburgo      |                               |  |  |       |  |  |                        |  |  |                      |  |
|                        |                | Elisabetta di Lussemburgo | Sigismondo di Lussemburgo     |  |  |       |  |  |                        |  |  |                      |  |
|                        |                | Elisabetta di Lussemburgo | Sigismondo di Lussemburgo     |  |  |       |  |  |                        |  |  |                      |  |
|                        |                | Elisabetta di Lussemburgo | Barbara di Cilli              |  |  |       |  |  |                        |  |  |                      |  |
| Edvige Iagellona       |                | Elisabetta di Lussemburgo |                               |  |  |       |  |  |                        |  |  |                      |  |
|                        | László Zápolya | …                         |                               |  |  |       |  |  |                        |  |  |                      |  |
|                        | László Zápolya | …                         |                               |  |  |       |  |  |                        |  |  |                      |  |
|                        | László Zápolya | …                         |                               |  |  |       |  |  |                        |  |  |                      |  |
| Stefan Zápolya         | László Zápolya |                           |                               |  |  |       |  |  |                        |  |  |                      |  |
|                        |                | Dorotea                   | …                             |  |  |       |  |  |                        |  |  |                      |  |
|                        |                | Dorotea                   | …                             |  |  |       |  |  |                        |  |  |                      |  |
|                        |                | Dorotea                   | …                             |  |  |       |  |  |                        |  |  |                      |  |
| Barbara Zápolya        |                | Dorotea                   |                               |  |  |       |  |  |                        |  |  |                      |  |
|                        |                | Premislavo II di Teschen  | Boleslao I di Teschen         |  |  |       |  |  |                        |  |  |                      |  |
|                        |                | Premislavo II di Teschen  | Boleslao I di Teschen         |  |  |       |  |  |                        |  |  |                      |  |
|                        |                | Premislavo II di Teschen  | Eufemia di Masovia            |  |  |       |  |  |                        |  |  |                      |  |
| Edvige di Cieszyn      |                | Premislavo II di Teschen  |                               |  |  |       |  |  |                        |  |  |                      |  |
|                        |                | Anna di Varsavia          | Boleslao IV di Varsavia       |  |  |       |  |  |                        |  |  |                      |  |
|                        |                | Anna di Varsavia          | Boleslao IV di Varsavia       |  |  |       |  |  |                        |  |  |                      |  |
|                        |                | Anna di Varsavia          | Anna di Rutenia               |  |  |       |  |  |                        |  |  |                      |  |
|                        |                | Anna di Varsavia          |                               |  |  |       |  |  |                        |  |  |                      |  |